# Niderviller
Niderviller település Franciaországban, Moselle megyében. Lakosainak száma 1152 fő (2022. január 1.). Niderviller Brouderdorff, Buhl-Lorraine, Guntzviller, Hommarting, Plaine-de-Walsch, Réding és Schneckenbusch községekkel határos.

## Népesség
A település népességének változása:
| Lakosok száma | 898  | 1140 | 1072 | 1113 | 1221 | 1222 | 1218 | 1211 | 1192 | 1152 |
|               | 1968 | 1982 | 1990 | 2006 | 2013 | 2015 | 2017 | 2019 | 2020 | 2022 |